# Panayır Dağ
Le Panayır Dağ est la principale colline d'Éphèse. Il était connu dans l'Antiquité grecque sous le nom de mont Peion, puis pendant l'Empire byzantin comme le Cheileton. Il constitue l'acropole d'Éphèse, et ses trois sommets, qui s'étagent entre 155 et 105 m d'altitude, sont couronnés de fortifications remontant à différentes époques.

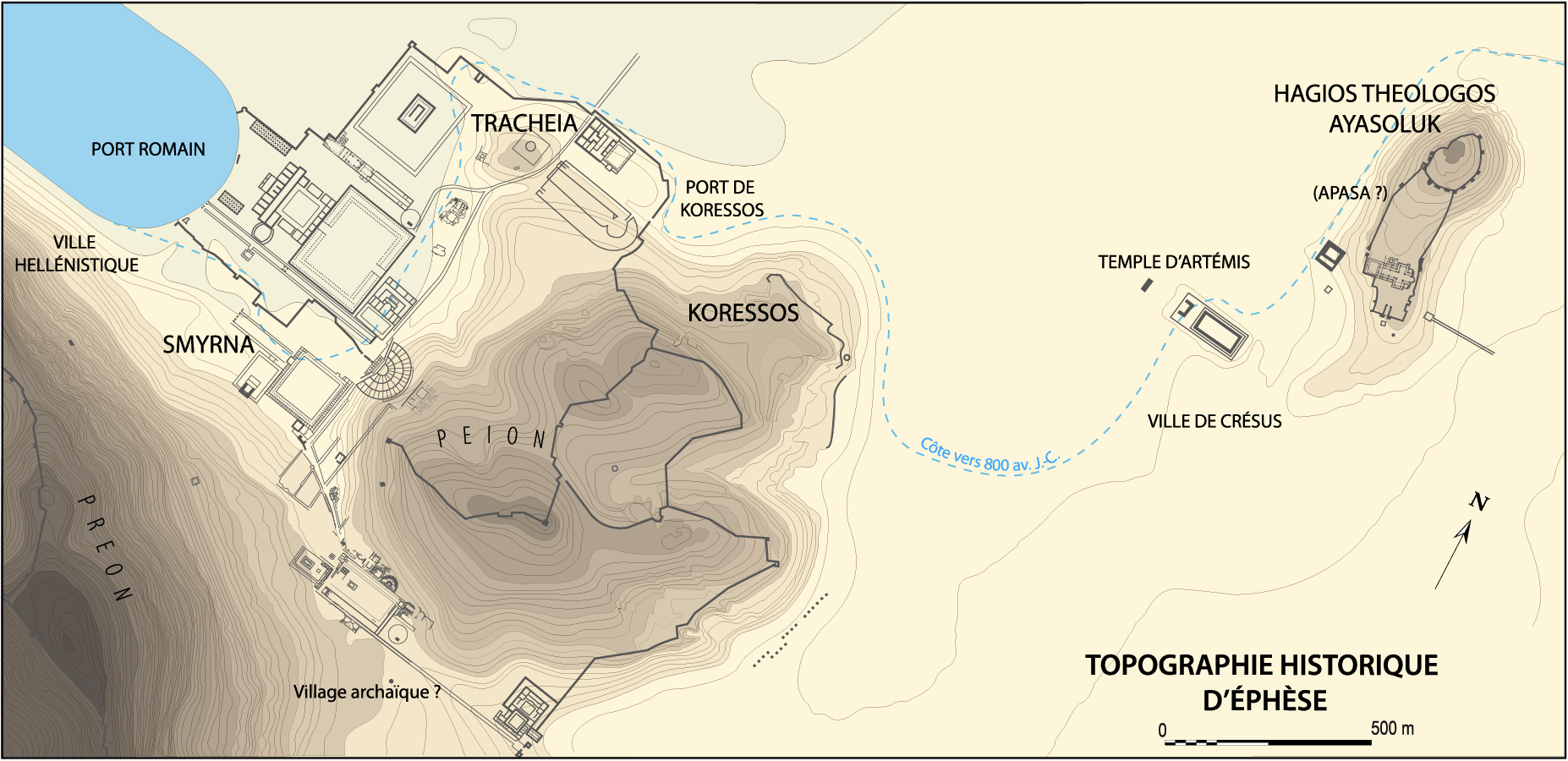
Localisation du Panayır Dağ/mont Peion dans la topographie historique d'Éphèse.